# Pino di Posillipo
Le pino di Posillipo était le nom  d'un pin parasol  (pinus pinea) du panorama de la baie de Naples, qui depuis des décennies apparaissait au premier plan sur des millions de cartes postales.

## Particularité
Le pinus pinea peut atteindre une trentaine de mètres de hauteur et vivre jusqu'à plus de cent vingt ans.

## Situation
Il s'élevait sur une pente proche de l'église de Sant'Antonio sur la colline de Posillipo – dans la courbe de l'actuelle via Orazio -  où de nombreux nouveaux mariés le jour des noces se faisaient photographier en sa compagnie avec en fond la baie de Naples et le Vésuve. Sa haute silhouette semblait protéger tout le golfe des ardeurs du soleil.

## Histoire
Son histoire peut être reconstruite par un examen attentif du courant pictural paysagiste napolitain, en vogue entre 1820 et 1855, connu sous le nom d'École de Posillipo, dans le répertoire des œuvres de cette école qui constitue aujourd'hui une précieuse documentation  iconographique du XIXe siècle napolitain, le pin  n'est pas représenté. Et selon sa durée moyenne de vie, on peut déduire que ce pin, qui était rendu célèbre par les cartes postales, fut planté, ou du moins devint adulte après 1855. Abattu pour cause de maladie ou de vieillesse en 1984, il est remplacé par un nouveau  pino di Posillipo,  planté en 1995 par la Legambiente qui, chaque année, en célèbre l'anniversaire.
Comme le démontrent les images ci-dessous, d'autres pins ou arbres ont servi aussi de modèle pour orner le panorama du golfe de Naples.

## Galerie

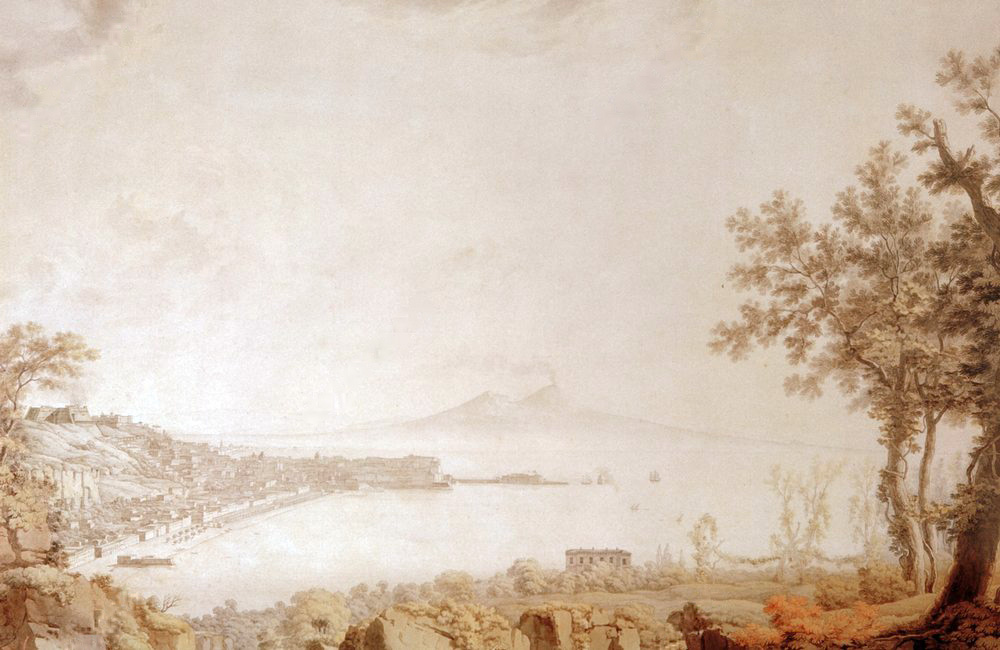
Aquarelle de 1787 de Christoph Heinrich Kniep.
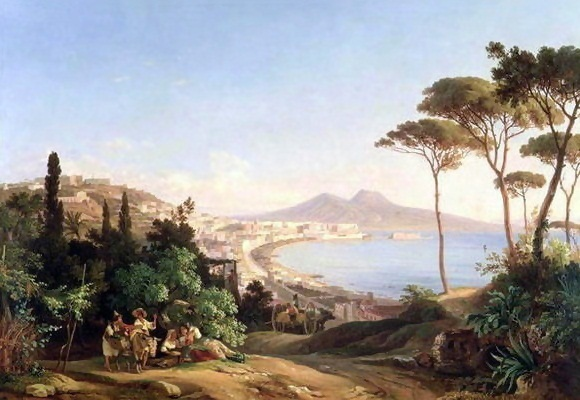
Une peinture en 1837 de Carl Wilhelm Götzloff.
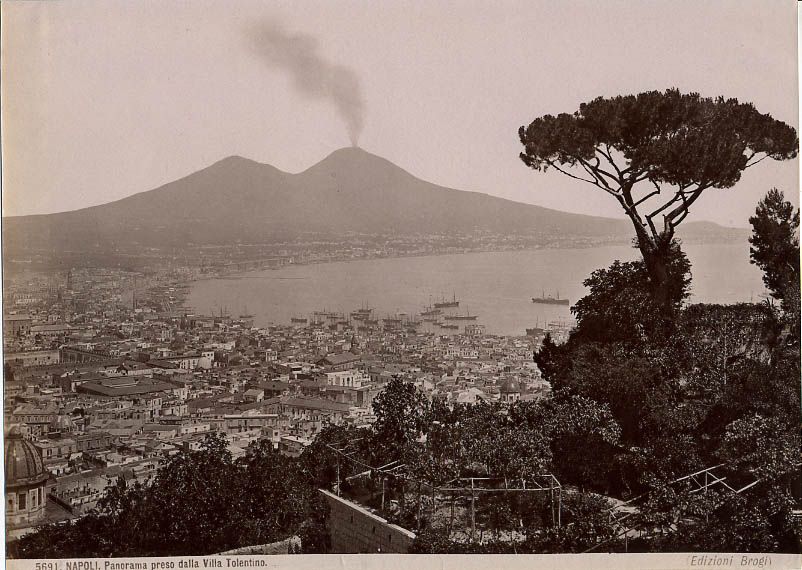
Photo de Giacomo Brogi.
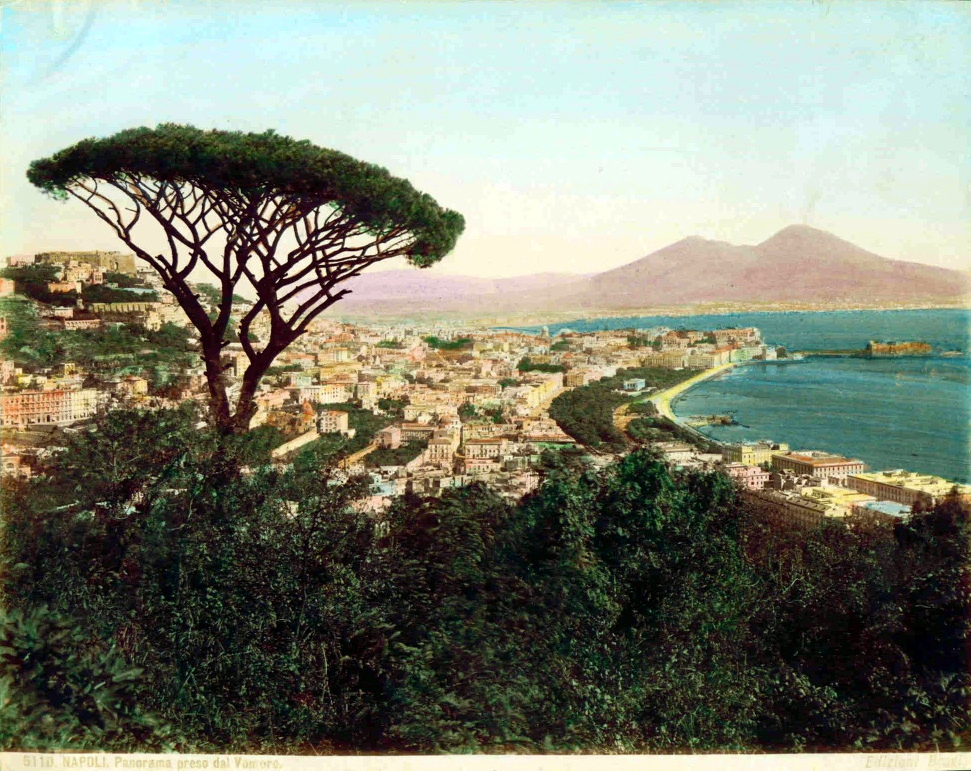
Photo colorisée de Giacomo Brogi.
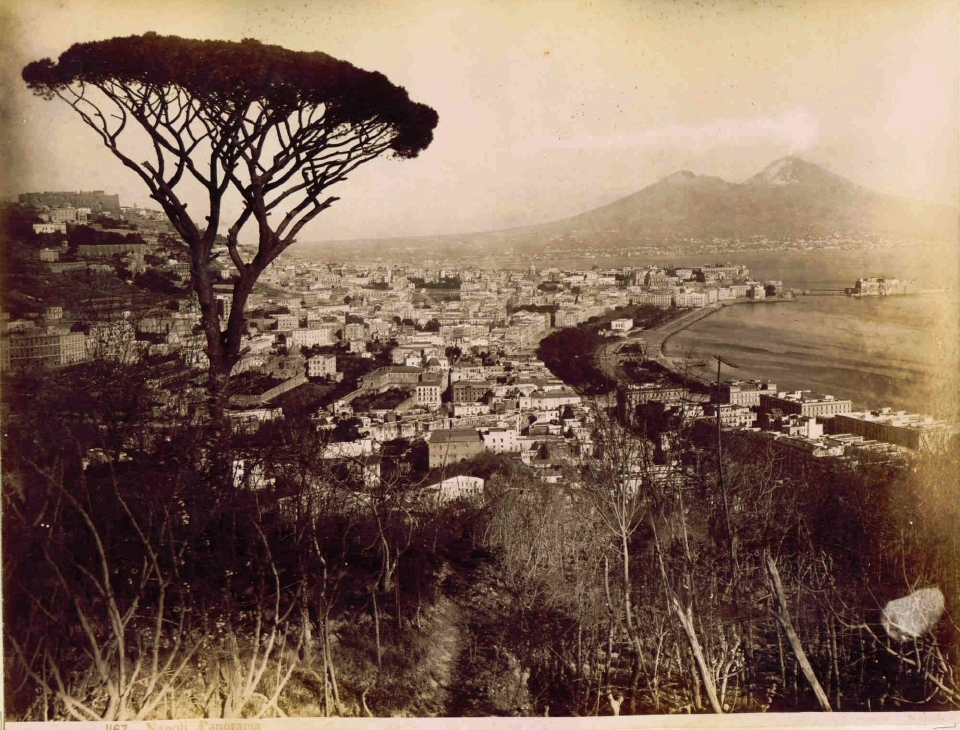
Photo de Giorgio Sommer.

### Sources
- (it) Cet article est partiellement ou en totalité issu de l’article de Wikipédia en italien intitulé « Pino di Napoli » (voir la liste des auteurs).